# Fundación Educando a un Salvadoreño
Fundación Educando a un Salvadoreño (FESA) es una institución privada sin fines de lucro, cuyo trabajo está orientado a desarrollar integralmente a sus becarios a través de una formación humana, académica y deportiva.

## Historia
FESA surgió de la Liga de Béisbol de Soyapango, que se encontraba ubicada en el Colegio Don Bosco de esa ciudad,  y la cual integraba categorías infantiles y juveniles desde el año 1995. Gracias al aporte de un grupo de empresarios, la Liga se instituyó como Fundación Educando a un Salvadoreño el año 2000, e inició su trabajo con categorías de fútbol entre las edades de 12 y 18 años.

## Centro de alto rendimiento y participación en torneos
La institución cuenta con un centro de alto rendimiento, dedicado a la formación y educación de deportistas integrales. Asimismo, tiene representativos en categorías infantiles y juveniles, así como en la Tercera División de Fútbol, todas con el nombre de Turín FC. También en el béisbol ha ganado diversos torneos. Algunos de sus alumnos han alcanzado participación en la Primera División de El Salvador, y los peloteros han logrado firmar con equipos de Grandes Ligas o jugar a nivel profesional.

## Reconocimientos
La Asociación Salvadoreña de Industriales (ASI) reconoció la trayectoria de FESA en beneficio de la educación y deporte con el premio Benefactor 2023 5 6. Este reconocimiento es otorgado cada año a quienes dedican su tiempo y recursos, para brindar mejores oportunidades y una mejor calidad de vida para los salvadoreños.